# Gutui japonez
Gutuiul japonez (Chaenomeles japonica) este un arbust ornamental originar din Japonia, cultivat în Europa, ca și în multe părți din Asia și America, din familia rozaceelor. În țările baltice, este cultivat pentru fructele sale comestibile. Are circa 1–2 m înălțime și ghimpi pe ramuri. Frunzele sunt lat-lanceolate, cu marginea serată, verzi-roșcate, lucioase. Florile sunt magnifice de culoare roz-frez sau roșu-cărămiziu; ele sunt mari (de 2,5–4 cm), decorative, grupate câte 2-3 axilar. Înflorește în martie-mai. Fructele de circa 3–4 cm în diametru, sunt mici, galbene, acre, aromate. Se înmulțește prin butășire, despărțirea tufelor și altoire.
Se cultivă în parcuri, grădini, boschete la marginea aleilor, pe peluze, garduri vii ca specie ornamentală sau se utilizează ca flori tăiate. Este decorativ prin flori, frunze lucioase și fructe. În cultură există câteva soiuri: Nivalis, roz; Cardinalis, Colette, roșu-somon; Boule de feu, Atrococcinea, Incendie, Columbia, Simon, Superba.